# ジャパンファイナンシャルソリューションズ
株式会社ジャパン・ファイナンシャル・ソリューションズ（英: JAPAN FINANCIAL SOLUTIONS CORPORATION、略称 = JFS）は、東京都港区に本社を置く金融会社である。

## 概要
中小・中堅企業を相手先とした事業資金の融資及び各種金融サービスや信用保証などを行っており、東京、北九州に支店を展開。
前身の「アプレック」は九州地方を中心に中小企業向融資を手がけていた。

## 沿革
- 1974年3月 - 福岡県北九州市小倉北区に株式会社大証を設立。
- 1986年3月 - 貸付業務を開始。
- 1993年5月 - 株式会社アプレックに商号を変更。
- 1999年10月 - 株式を店頭公開[1]。
- 2004年12月 - ジャスダックに上場。
- 2007年12月 - NISグループと資本提携。
- 2008年7月 - 中小企業信用機構株式会社に商号を変更。
- 2009年
  - 3月 - 本社機能を東京都千代田区飯田橋一丁目に移転。
  - 6月10日 - 代表取締役社長に日本振興銀行代表取締役社長の上村昌史が就任。
  - 7月1日 - 本社移転。
  - 8月10日 - 本社機能を東京都墨田区に移転、同年11月、同地に本社移転。
- 2010年3月 - NISグループがIFSパートナーズ・ファンド1号投資事業組合（中小企業投資機構が組成）へ保有株全て（612万6千株）を売却
- 2011年
  - 1月25日 - 東京地方裁判所に民事再生法適用を申請、負債額は90億円[2]。 2010年に経営破綻した日本振興銀行株式の減損処理のため8億円の債務超過に陥り、貸金業免許を維持できない可能性が出たため、継続企業の前提に疑義が持たれていた[3]。
  - 2月 - ジャスダック上場廃止。
  - 7月 - Wellsprings Investments Cooperatieve U.A.（Wellsprings Investments Holdings）とスポンサー契約締結
  - 11月 - 東京地方裁判所より再生計画認可決定。
  - 12月 - 本社を東京都中央区日本橋茅場町へ移転。
- 2012年
  - 1月1日 - 株式会社ジャパン・ファイナンシャル・ソリューションズに商号を変更。チャータードグループ キャピタル事業部門にて各種金融サービスを展開。
  - 9月 - 民事再生手続により、自認債権を除く再生債権の弁済を終了。
- 2014年12月 - 民事再生手続終結。
- 2015年4月 - 本社を東京都中央区京橋へ移転。
- 2023年1月 - 本社を現在地に移転。